# Zond 4
Zond 4, uma integrante do programa soviético Zond, era uma pequena nave que era uma das primeiras experências soviéticas de voo tripulado. Ela foi projetada para testar a capacidade no espaço da nova cápsula e para obter dados sobre voos em espaço circumterrestre. Ela foi lançada longe da lua para evitar problemas na trajetória devido a sua gravidade.
Após o lançamento em 2 de março de 1968, alcançou 300.000 km antes de regressar. Os operadores tentaram trazê-la em uma parada amortecida, fizeram um ângulo muito íngreme e terminaram saltando na atmosfera até o oeste da África. A torre de controle desligou o mecanismo de autodestruição sobre o Golfo da Guiné à altitude de 10 km.